# Abbazia di San Michele Arcangelo a Marturi
L'abbazia di San Michele Arcangelo a Martùri è stato un edificio sacro situato nei pressi di Poggibonsi, in provincia di Siena.

## Storia
Posta in posizione strategica su un rilievo a sud di Poggibonsi a controllo della via Francigena, era già esistente nel 972 quando risulta sotto il diretto controllo dei Marchesi di Toscana. È molto probabile che siano stati gli stessi signori di Toscana a donare il terreno e poi a far costruire l'abbazia. Poco dopo la fondazione però versava già in gravi condizioni tanto che nel 997 dovette essere rifondata e riorganizzata da San Bononio; nel 998 ricevette una ricchissima donazione da parte del conte Ugo II di Toscana, donazione che comprendeva tutto il castello di Martùri, le chiese di Sant'Ansano a Galognano, San Benedetto e Santa Croce a Martùri, la chiesa di Albagnano, la chiesa di San Martino a Luco, la chiesa di San Donato a Lucardo, di San Fabiano a Tenzano, di San Pietro a Cignano e in più qualche centinaio di terre e tutti i diritti sugli uomini che le abitavano. Dopo questa donazione la badia era diventata uno dei capisaldi per il controllo del territorio della media Val d'Elsa.
All'inizio dell'XI secolo i monaci vennero cacciati dal marchese Bonifacio III che si sostituì all'abate e futuro santo Bononio e si appropriò di tutti i possedimenti e degli stessi edifici abbaziali dove si ritirò a vivere circondato da concubine e schiavi. Dopo la morte di Bonifacio, il nuovo marchese di Toscana Ranieri restituì la badia ai monaci che il 3 febbraio 1061 guidati dall'abate Bononio ripresero il possesso di una parte del cenobio.
Nel corso dell'XI secolo l'abbazia aumentò il proprio patrimonio, patrimonio che venne confermato ai monaci in data 1º novembre 1068 quando l'abate Widrico ricevette la protezione apostolica e la conferma del possesso del castello di Martùri da papa Alessandro II. L'essere posto lungo la via Francigena portò il monastero dotarsi di uno spedale per accogliere i pellegrini e i viandanti.
Nel XII secolo l'abate di Martùri era uno dei più potenti uomini della Toscana. Il suo potere sul territorio era garantito dagli atti vergati in suo favore dalle contese Beatrice e Matilde di Canossa datate 20 giugno 1099 e 24 luglio 1107; oltre alla protezione dei signori temporali godeva anche dell'appoggio papale tanto che i loro beni furono garantiti nel marzo 1108 da papa Pasquale II e nel marzo 1134 da papa Innocenzo II. Posta ai margini del territorio fiorentino l'abbazia intavolò rapporti diplomatici con i suoi potenti vicini, come i conti Guidi ai quali nel 1156 cedette alcuni suoi terreni in cambio di un intero quartiere nel nuovo castello di Poggiobonizio (città distrutta dai fiorentini e dalle armate guelfe nel 1270 e da cui prende il nome l'attuale abitato di Poggibonsi), e come il comune di Siena con il quale venne stipulata un'alleanza nel 1157.
Per il XIII secolo sono ricordate due contese che la videro opposta ad altri enti ecclesiastici che tentavano di portarle via una parte del patrimonio; la prima contesa la vide contrapposta la priore di Poggiobonizzio a causa di un terreno donato all'abbazia dagli abitanti del Castello di Monternano per edificarvi la chiesa di San Donato e la vide sconfitta con rogito datato 20 dicembre 1174 mentre la seconda causa la vide vittoriosa ed era quella con il priore di Papaiano; nella causa con Papaiano l'abbazia ebbe ragione una prima volta nel 1220 e una seconda nel 1228 questa volta direttamente dal papa Gregorio IX.
Nel corso del XIII secolo il castello di Martùri perse progressivamente di importanza a favore del castello di Poggiobonizzio ma nonostante ciò il prestigio e il potere dell'abbazia rimasero intatti tanto che spesso divenne la sede scelta per la stesura di atti pubblici dei comuni vicini. Dalle notizie contenute in questi atti sappiamo che nel 1227 la badia era dotata di un refettorio, nel 1233 di una chiesa con il coro mentre nel 1275 risultano esistenti due chiostri realizzati in epoche diverse.
Il prestigio continuò per gran parte del XIV secolo quando gli abati vennero spesso chiamati a ricoprire importanti funzioni giudiziarie e amministrative come ad esempio l'8 ottobre 1304 quando l'abate Ranieri fece da notaio alla raccolta di tutte le decime per la Toscana oppure il 9 luglio 1313 quando l'abate di Martùri era accanto all'imperatore Arrigo VII all'atto di fondazione del nuovo insediamento di Mons Imperialis e infine il 10 febbraio 1343 quando l'abate Filippo assolse dalla scomunica i Belforti, signori a quel tempo di Volterra.
Nella seconda metà del Trecento la situazione cambiò e per l'abbazia iniziò un lento declino. Il declino inizia nel 1374 quando venne abbattuto lo spedale per poter restaurare le mura. In seguito il monastero perse il potere di nominare autonomamente il proprio abate e infine il 12 novembre 1445 papa Eugenio IV la unì al Monastero del Paradiso di Firenze.
Questa unione provocò le proteste della popolazione e il 12 luglio 1451 papa Niccolò V revocò l'annessione ma già il 17 settembre dello stesso anno ritornò sui suoi passi e ripristinò il possesso delle monache fiorentine.
Il 15 maggio 1734 il monastero venne venduto allo spedale di san Bonifacio dal quale lo acquistò il signor Giuseppe Casini di Poggibonsi, il primo di una lunga serie di proprietari privati. Nel 1886 il proprietario diventò il signor Marcello Galli-Dun, antiquario e mercante d'arte, che avviò subito grandi restauri che trasformarono il monastero in una villa in stile neogotico. I lavori erano già conclusi nel 1896 quando venne nuovamente venduto.

## Descrizione
Il grande complesso dell'abbazia di san Michele a Martùri oggi si presenta come una massiccia villa in stile Neogotico. Nulla resta dell'antica chiesa abbaziale, che probabilmente venne distrutta insieme alle mura tra il XIV e il XV secolo. Oggi all'interno del complesso è presente una cappella realizzata nel Quattrocento. La cappella è una semplice aula ad una navata con il tetto a capriate. Un tempo sulle mura interno erano due affreschi raffiguranti san Michele Arcangelo e Santa Brigida, i patroni dei due monasteri; tali affreschi oggi non esistono più.
Nel chiostro della villa, unica parte risparmiata dai lavori ottocenteschi, sono stati collocati molti reperti provenienti dall'antico monastero.